# S Leporis
S Leporis är en halvregelbunden variabel av SRB-typ i stjärnbilden Haren.
Stjärnan har en visuell magnitud som varierar mellan +6 och 7,58 med en period av 97,3 dygn.